# 太湖石
太湖石是中国古典园林中常用的園林石，原产於苏州洞庭山太湖水中，可单独摆设，或叠为假山。由于长年水浪冲击，产生许多窝孔、穿孔、道孔，形状奇特竣削，自古受造园家青睐。采石工人携带工具潜水取石，用大绳捆绑，吊上大船运往工地造园。
太湖石有三种：白太湖石、青黑太湖石、青灰色太湖石。著名的太湖石有并称為“江南三大名石”的北宋宣和年间宋徽宗花石纲遗物（现为上海豫园镇园之宝）玉玲珑、苏州留园冠云峰、杭州西湖绉云峰；还有原属于苏州织造署旧址，现位于苏州市第十中学内的瑞云峰以及元代画家赵子昂位于苏州常熟公园的沁雪石。

## 古藉记载
- 宋朝范成大在《太湖石志》中记载：石出西洞庭，多因波涛激湍而为嵌空，浸濯而为光莹。或缜润为硅瓒、廉刿如剑戟、矗如峰峦、列如屏障，或滑如肪，或黝为漆，或如人如禽鸟。好事者取之以充囿庭除之玩。石生水中者艮岁久浸，波涛冲击成嵌空。石面鳞鳞名曰弹窝，亦水痕也。扣之铿然声如磬。

- 明朝文震亨在《长物志》中写道[2]：太湖石在水中者为贵，岁久被波涛冲击，皆成空石，面面玲珑。

- 明朝计成在《园冶》中写道[3]：苏州府所属洞庭山，石产水涯。惟消夏湾者为最，性坚而润，有嵌空、穿眼、婉转、险怪势。

## 图集

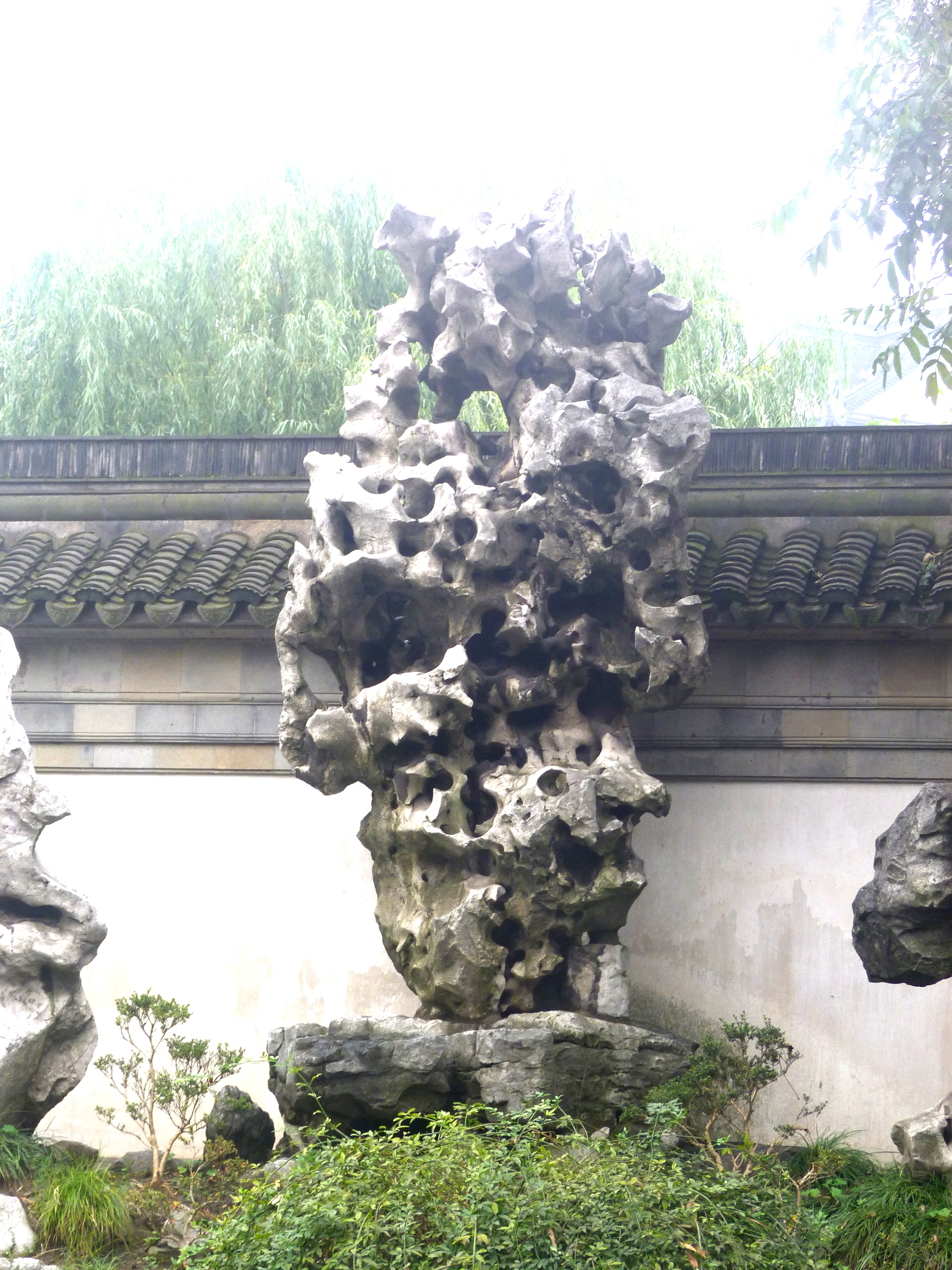
上海豫园玉玲珑

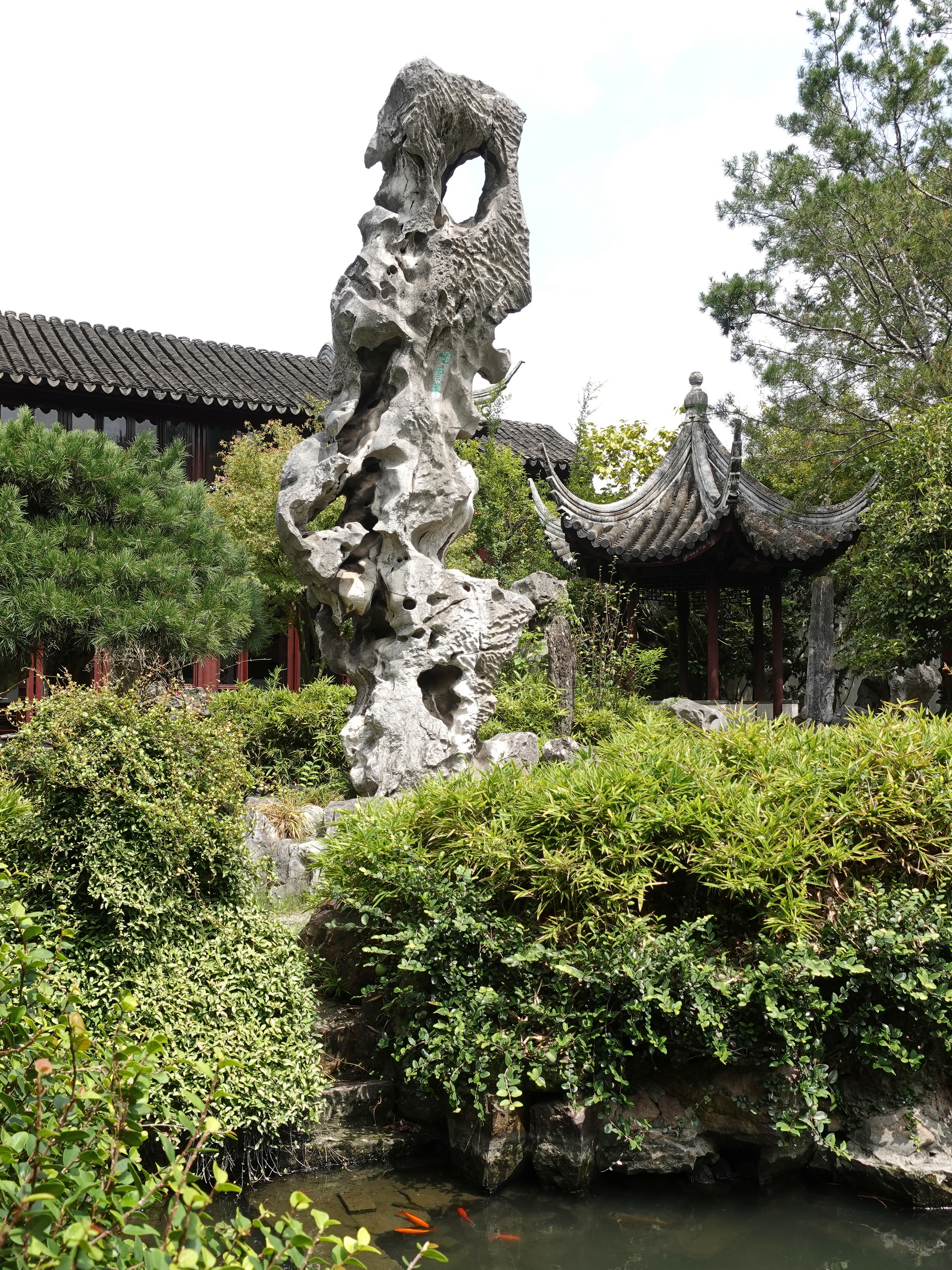
苏州留园冠云峰

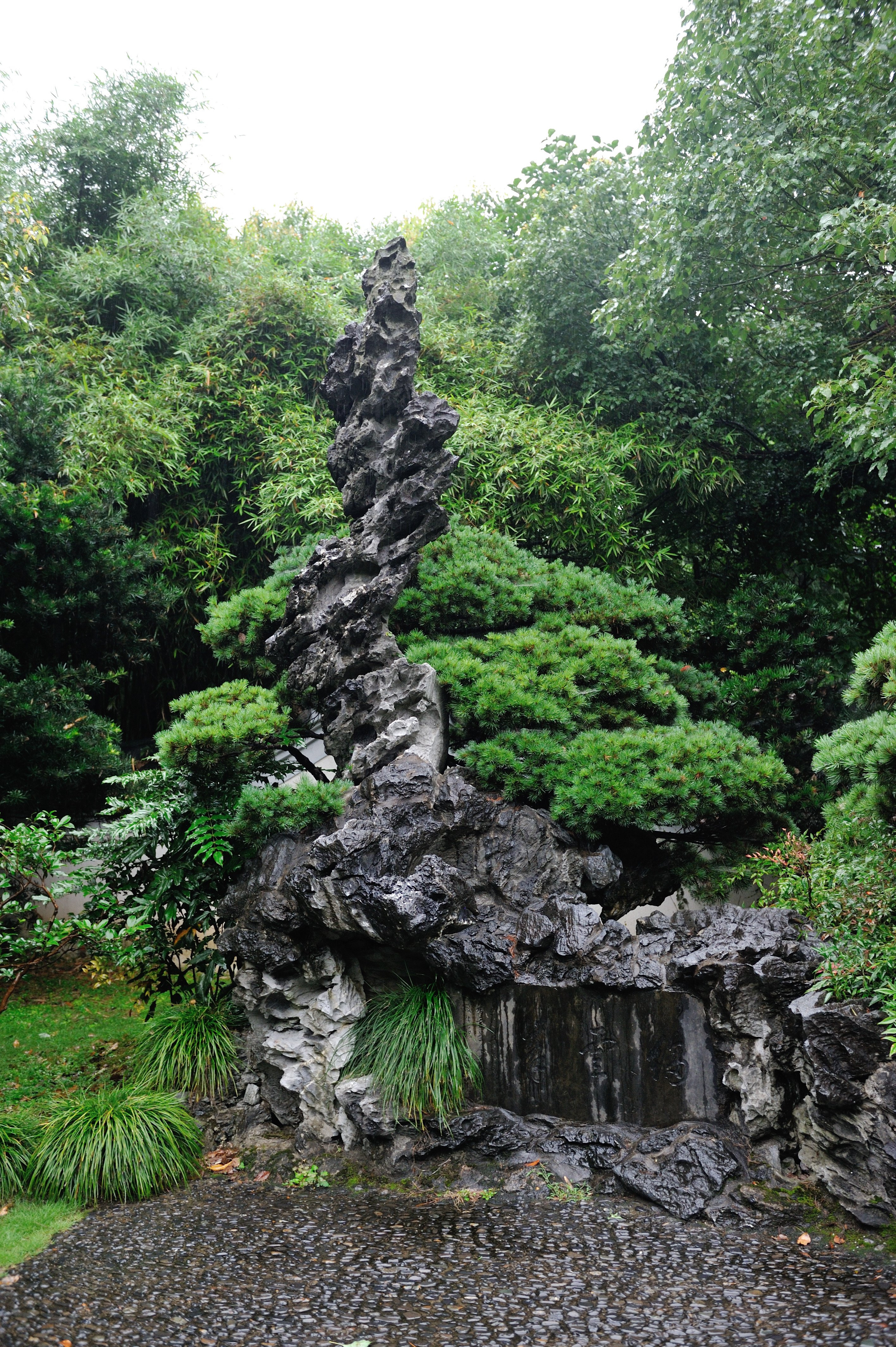
杭州西湖绉云峰

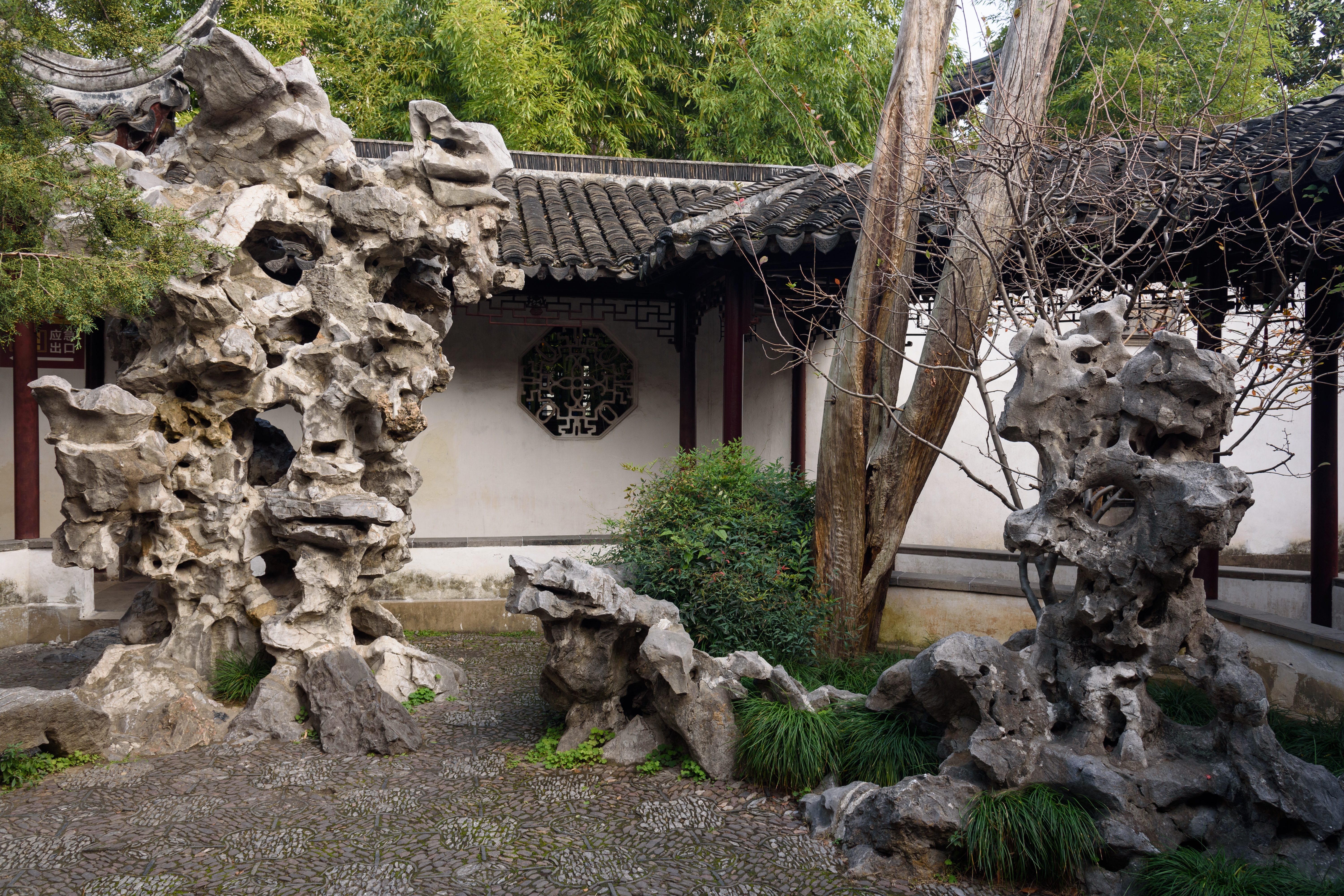
苏州狮子林太湖石

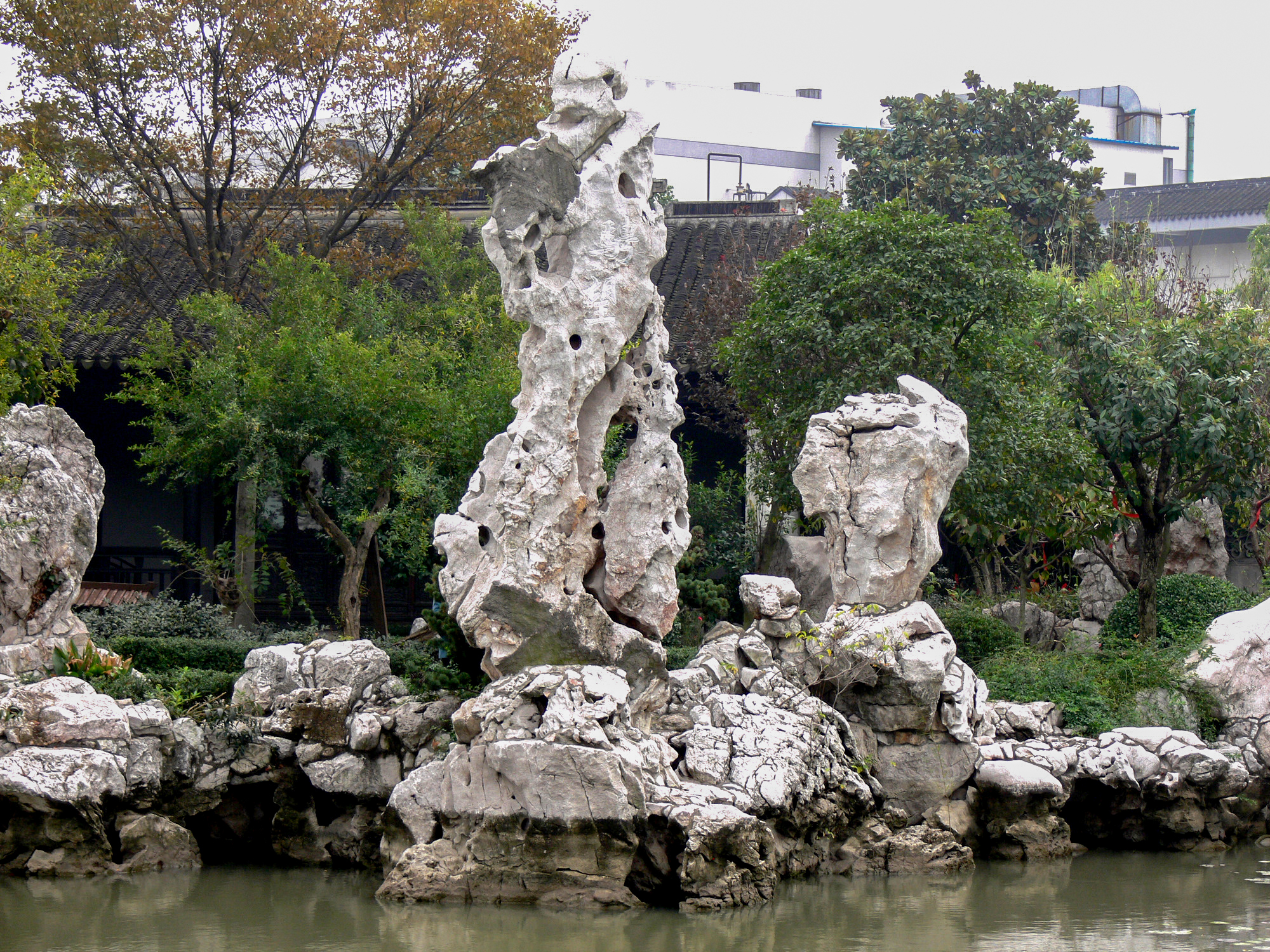
木渎镇虹饮山房太湖石